# Sulli (chanteuse)
Pour les articles homonymes, voir Sulli.
Choi Jin-ri (en coréen: 최진리), mieux connue sous son nom de scène Sulli (설리), est une chanteuse et actrice sud-coréenne, née le 29 mars 1994 à Pusan et morte le 14 octobre 2019 à Seongnam.
Elle a d'abord fait ses débuts en tant qu'enfant actrice, apparaissant comme acteur de soutien dans le drame historique SBS Ballad of Seodong (2005). Par la suite, elle a obtenu un certain nombre de rôles d'invité, apparaissant dans les séries télévisées , ainsi que dans le film Vacation (2006). Elle est ensuite apparue dans les films indépendants Punch Lady (2007) et BA:BO (2008), le premier étant son premier rôle dramatique important.
Après avoir signé un contrat d'enregistrement avec SM Entertainment, Sulli s'est fait connaître en tant que membre du groupe de filles f(x) formé en 2009. Le groupe a connu un succès à la fois critique et commercial, avec 4 singles numéro un coréen et une reconnaissance internationale après être devenu le premier groupe de K-pop à se produire au SXSW. Parallèlement à sa carrière musicale, Sulli est revenue au théâtre en jouant dans la série de comédie romantique SBS, To the Beautiful You (2012), une adaptation coréenne du manga shōjo Hana-Kimi où sa performance a été accueillie positivement et lui a valu deux SBS Drama Awards. et une nomination aux 49e Paeksang Arts Awards.
La carrière cinématographique de Sulli a progressé avec son rôle dans le film fantastique The Pirates (2014) et le drame sur le passage à l'âge adulte Fashion King (2014). Lors de la tournée de presse de The Pirates, Sulli a pris une pause dans l'industrie du divertissement en raison de problèmes de santé et après un an d'absence de la promotion avec f(x), elle a quitté le groupe en août 2015. Entre 2015 et 2017, elle s'est lancée dans un certain nombre de campagnes de mannequins avant de devenir un modèle de promotion pour Estée Lauder. Sulli a attiré l'attention pour son rôle dans le thriller expérimental néo-noir Real (2017). Elle est ensuite revenue dans l'industrie musicale en 2018, faisant une apparition sur le single "Dayfly" de Dean et sortant son premier single solo "Goblin" en juin 2019, qui était son dernier projet musical avant sa mort.
Sulli a été reconnue comme une figure éminente de la culture populaire coréenne pour son franc-parler, devenant ainsi l'une des 10 personnes les plus recherchées sur Google en Corée du Sud en 2017.

## Biographie

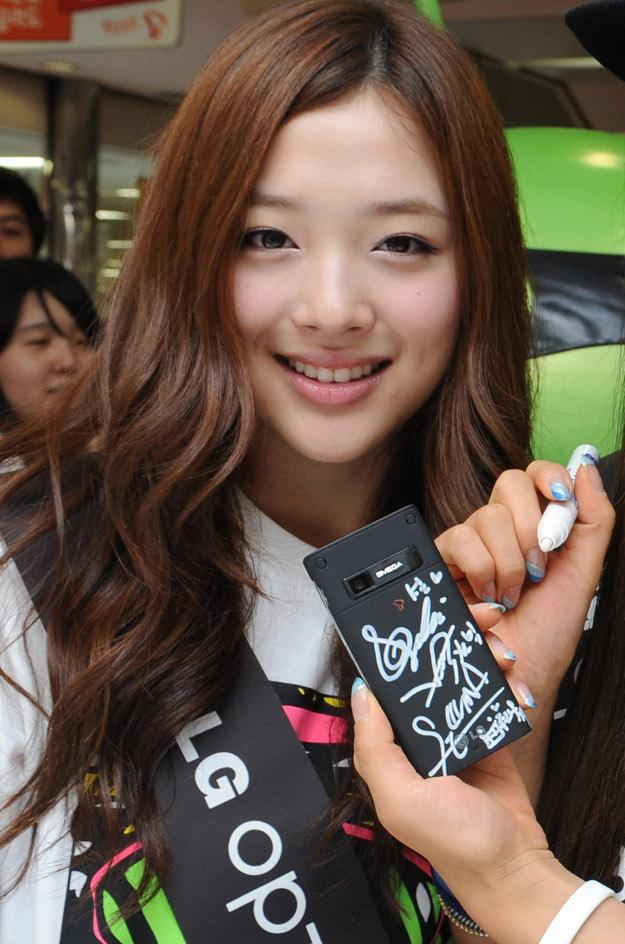
Sulli lors d'une promotion en 2007.

### Jeunesse
Sulli est née le 29 mars 1994, dans la ville de Yangsan au sud de Gyeongsang en Corée du Sud, mais elle a passé son enfance à Busan.
Son nom de naissance est Choi Jin-ri ; son prénom (Jin-ri) signifie « la vérité » en coréen.
Elle est la seule fille de sa famille, elle a deux frères plus âgés et un troisième plus jeune.

### 2005 – 2008: Débuts de carrière
La mère de Sulli l'inscrit dans une école de théâtre dès son plus jeune âge. Sulli est allée à la Jungbu Elementary School (équivalent de l'école primaire en France), puis à la Middle School Chungdam (équivalent du collège).
Elle est diplômée de l'École des Arts de Séoul aux côtés de Suzy des miss A et de l'ex-membre des Apink, Hong Yookyung.

### 2009 – 2017: Débuts avec f(x), pause et poursuite de sa carrière d'actrice
Sulli est largement connue en Corée du Sud comme étant un « bébé géant » en raison de son visage de bébé et du fait qu'elle était la plus grande des membres des f(x).
Elle est avec Krystal (qui en 2000 a fait une apparition dans le clip Wedding mars des Shinhwa), le membre qui a débuté le plus jeune comme actrice, dans le drama "The Ballad of Seo-dong" avec le rôle de la Princesse Sun-hwa de Silla. La chanteuse IU a écrit la chanson Peach en pensant à elle.

### Vie privée
Le 25 juillet 2014, SM Entertainment annonce que Sulli prend une pause temporaire de l'industrie du divertissement coréen.
Après plus d'un an de rumeurs, il est confirmé, le 19 août 2014, à la fois par Amoeba Culture et SM Entertainment, que Sulli et Choiza de Dynamic Duo sont en couple depuis septembre 2013. Cependant, il a été confirmé qu'ils se sont séparés en mars 2017.
Le 7 août 2015, SM Entertainment annonce son désir de respecter la décision de Sulli de quitter le groupe f(x), avec lequel elle a débuté, pour se concentrer sur sa carrière d’actrice,.

### Décès
Le 14 octobre 2019, vers 15h20, le manager de Sulli la retrouve sans vie dans sa maison de Seongnam au sud de Seoul. Le manager est venu lui rendre visite après avoir été incapable de la joindre. Leur dernière communication téléphonique date de la veille, le 13 octobre 2019 vers 18h30,.
La police conclut que la cause de la mort est possiblement le suicide en raison de l'absence de traces de violence physique ou d'effraction. Son journal comporte des notes décrivant ses sentiments, sans véritable lettre de suicide.
Le 15 octobre, l'autopsie montre que la mort a eu lieu le soir du 13 octobre ou le matin du 14 octobre, sans aucune trace de violence ayant pu entraîner la mort, ce qui confirme la thèse du suicide,.

### Funérailles
Ses funérailles sont d'abord interdites aux médias et aux fans, et réservées aux membres de la famille et aux amis.
Cependant, SM entertainment ouvre un lieu séparé les 15 et 16 octobre 2019 dans le hall funéraire de l'hôpital Severance situé à Sinchon-dong à Séoul pour les fans.
Plusieurs artistes, dont les membres de son ancien groupe f(x) Krystal, Amber Liu, Luna, Victoria, ainsi que IU et Dynamic Duo, annulent leurs événements pour pleurer Sulli. La première du film "Gift" est également annulée ou reportée.
Le 17 octobre 2019, après 3 jours de funérailles et de cérémonies, Sulli est enterrée dans un lieu inconnu.

### Causes et conséquences du décès
La mort de Sulli pourrait avoir comme causes le cyberharcèlement et les commentaires haineux qu'elle recevait, ce qui aurait pu entraîner une dépression qui pourrait avoir mené au suicide.
On[Qui ?] a rapporté après son décès qu'elle avait demandé plusieurs fois à son agence SM entertainment de prendre des mesures légales contre son harcèlement. Sept pétitions ont été créées à la suite de cela pour essayer d'arrêter ces commentaires haineux.
La justice coréenne a proposé au parlement le « Sulli's act » afin d'éviter qu'une telle situation ne se reproduise.

## Carrière
Cette section ne s'appuie pas, ou pas assez, sur des sources secondaires ou tertiaires indépendantes du sujet. Le texte peut contenir des analyses inexactes ou inédites de sources primaires.
Pour l'améliorer, ajoutez-en, ou placez des modèles {{Source secondaire souhaitée}} ou {{Source secondaire nécessaire}} sur les passages mal sourcés. (février 2024)

### 2005 – 2008: débuts de carrière
En 2005, Sulli a commencé à jouer professionnellement à l'âge de 11 ans, lorsqu'elle a été sélectionnée pour jouer la jeune princesse Seonhwa de Silla dans le drame SBS Ballad of Seodong. Elle a continué à jouer des rôles mineurs dans des séries télévisées et des films tels que Vacation (2006), Punch Lady (2007), The Flower Girl is Here (2007) et BABO (2008).
Quand Sulli était en quatrième année, elle a assisté à une audition de SM Entertainment, au cours de laquelle elle a chanté le titre S.E.S. chanson intitulée Chingu ("Ami"). Après l'audition, elle a été officiellement choisie pour le rôle de S.M. stagiaire et la même année, emménage dans un dortoir avec Taeyeon et Tiffany de Girls' Generation. Elle a continué à y rester jusqu'aux débuts de Girls' Generation, en 2007.
2009-2017 : débuts avec f(x), pause et poursuite de sa carrière d'actrice
Le 5 septembre 2009, Sulli fait ses débuts en tant que membre du groupe f(x), avec le single La Cha Ta (라차타).
En août 2012, Sulli a joué le rôle principal dans To the Beautiful You, basé sur la célèbre série de mangas japonais shōjo Hanazakari no Kimitachie. La série dramatique a commencé à être diffusée le 15 août 2012 sur SBS. Sulli joue Gu Jae-hee, qui se déguise en garçon pour fréquenter la même école que son béguin. Afin de se préparer à son rôle, Sulli, connue pour ses cheveux longs, en a coupé 60 cm. Elle a ensuite remporté le New Star Award aux SBS Drama Awards pour sa performance dans le drame.

## Discographie de f(x)
| - Pinocchio (2011) - Pink Tape (2013) - Red Light (2014) - 4 WALLS (2015) - Nu ABO (2010) - Electric Shock (2012) | - Hot Summer (2011) |

## Actrice
Sulli commence sa carrière d'actrice à l'âge de 11 ans, par une sélection pour jouer le rôle de la princesse Sun-hwa dans le drama de SBS The Ballad of Seo-dong. Quelques mois plus tard, elle fait une brève apparition dans un autre drame de télévision, Love Needs a Miracle. En 2006, elle obtient le rôle secondaire de béguin d'enfance de Micky Yoochun des TVXQ (actuellement JYJ) dans le drama Vacation. Sulli obtient un rôle mineur dans Punch Lady (2007), The Flower Girl is Here (2007) et BABO (2008).
En août 2012, Sulli joue le rôle principal dans le drama To the Beautiful You aux côtés de Minho des SHINee.
Le drama, remake du manga et drama japonais Hana-Kimi, est dirigé par Jeon Ki-sang. Contrairement à son personnage à l'écran qui est sportif, Krystal, une autre membre des f(x), a révélé que Sulli n'aime pas les sports dans la vie réelle.
En août 2014, elle apparaît dans le film The Pirates aux côtés de Son Ye-jin et Kim Nam-gil. Elle joue un rôle secondaire nommé Heuk-myo, qui est fabricant d'humeur et a une personnalité vivante.
Le film, d'un budget de production de 10 milliards de wons, est dirigé par Lee Seok-hoon.
Situé durant l'ère Joseon, le scénario raconte l'histoire d'un groupe de femmes pirates et de bandits de sexe masculin à la recherche d'un trésor qui a été avalé par une baleine. Le film a été distribué dans 15 pays.
En novembre 2014, elle obtient le rôle principal dans le film Fashion King, aux côtés de Joo Won et Kim Sung-oh.
Le scénario est inspiré du populaire Webtoon qui dépeint l'histoire d'un étudiant masculin Woo Ki-myung (Joo Won) qui devient intéressé par la mode et tente de devenir l'homme le plus beau et le mieux habillé.
La raison de sa décision est due à sa volonté de devenir cool pour attirer l'attention d'une jeune fille de sa classe (personnage interprété par Park Se-young).
Sulli interprète un personnage nommé Kwak Eun-jin, une jeune fille timide amoureuse de Woo Ki-myung, et qui tente de changer son style pour attirer son attention.
Le 29 décembre 2015, CJ Entertainment a annoncé que Sulli jouerait le rôle de Song Yoo Hwa dans REAL, une thérapeute dans un centre de rééducation de luxe que Jang Tae Young (interprété par Kim Soo Hyun) fréquente. La date de sortie prévue est le 28 juin 2017.

## Filmographie

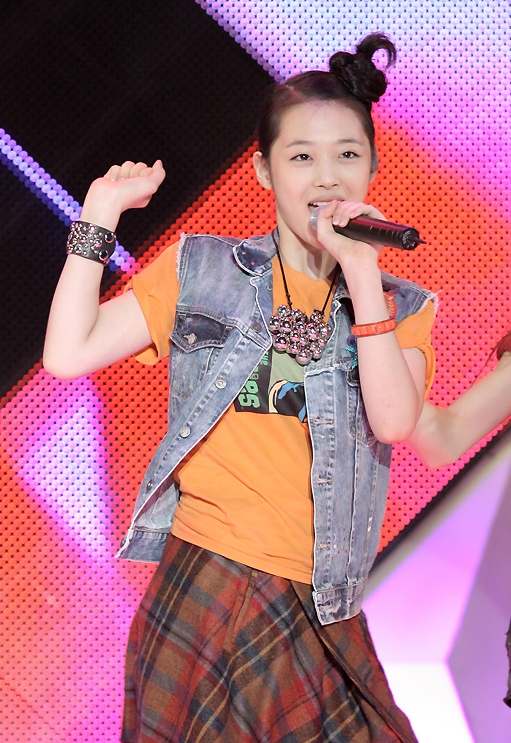
Sulli au Live Power Music en 2009.

### Films
| Année | Titre                                | Rôle            | Notes               |
| ----- | ------------------------------------ | --------------- | ------------------- |
| 2006  | Vacation                             | Jin-joo (jeune) | Partie 4 : Enternal |
| 2007  | Punch Lady                           | Gwak Chun-sim   |                     |
| 2008  | BABO                                 | Ji-ho (jeune)   |                     |
| 2010  | A Turtle's Tale : Sammy's Adventures | Shelly (voix)   | Dub Coréen          |
| 2012  | I Am                                 | Elle-même       | Rôle secondaire     |
| 2014  | Fashion King                         | Kwak Eun-jin    | Rôle principal      |
| 2017  | Real                                 | Song Yoo Hwa    | Rôle principal      |

### Séries télévisées
| Année | Titre                | Rôle                                | Chaîne | Notes                                               |
| ----- | -------------------- | ----------------------------------- | ------ | --------------------------------------------------- |
| 2005  | Ballad of Seo Dong   | Princesse Seonhwa de Silla          | SBS    |                                                     |
| 2005  | Love Needs a Miracle | Na Sun-ju                           | MBC    | Caméo                                               |
| 2006  | Vacation             | Jin-joo                             | SBS    | Rôle secondaire                                     |
| 2010  | Oh! My Lady          | Runway model                        | SBS    | Caméo                                               |
| 2011  | Welcome to the Show  | Sulli (version fictive d'elle-même) | SBS    | Rôle principal                                      |
| 2012  | To the Beautiful You | Goo Jae-hee                         | SBS    | Rôle principal, version coréenne du manga Hana-Kimi |

### Clips musicaux
| Année | Titre                   | Artiste      | Rôle                    |
| ----- | ----------------------- | ------------ | ----------------------- |
| 2012  | Mr. Simple (3D LG Ver.) | Super Junior | Elle-même avec Victoria |

#### Clips vidéos de f(x)
| - 2009 : La Cha Ta - 2009 : Chu~ - 2010 : Nu ABO - 2011 : Pinocchio (Danger) - 2011 : Hot Summer - 2012 : Electric Shock - 2013 : Rum Pum Pum Pum - 2014 : Red Light - 2015 : 4 Walls | - 2012 : Hot Summer - 2015 : Pinocchio (Danger) - 2010 : Lollipop feat. M.I.C | - 2009 : Chocolate Love - 2010 : Thrill Love - 2010 : Hard But Easy - 2010 : Beautiful Day - 2013 : Pink Tape Art Film - 2015 : 12:25 (Wish List) |

## Télévision

### En tant que présentatrice
| Année     | Titre    | Chaîne | Rôle          |
| --------- | -------- | ------ | ------------- |
| 2010–2011 | Inkigayo | SBS    | Présentatrice |

### Télé-réalité sur f(x)
| Année     | Titre           | Épisodes                                  | Notes                                                                        |
| --------- | --------------- | ----------------------------------------- | ---------------------------------------------------------------------------- |
| 2010      | Hello f(x)      | Tous                                      | f(x) voyage en Afrique, en Thaïlande et au Japon.                            |
| 2010–2011 | f(x)'s Koala    | Tous                                      | Amber n'a pas participé à l'émission en raison d'une blessure à la cheville. |
| 2010      | Star King       | Récurrente                                | Les membres ont des rôles récurrents.                                        |
| 2013      | Amazing f(x)    | Tous                                      | f(x) voyage en Nouvelle-Zélande pour compléter une liste de paris.           |
| 2013      | Hello Councelor | Summer spécial                            |                                                                              |
| 2013      | Go! f(x)        | L'émission ne comporte qu'un seul épisode | L'émission suit f(x) lors d'un voyage à Austin, Los Angeles et Hollywood.    |